# Ricard Castillo i Cofiño
Ricard Castillo i Cofiño (Barcelona, 1926 - 2001) fou un metge català. Es llicencià en medicina i cirurgia a la Universitat de Barcelona i va fer els estudis de postgrau primer a l'Hospital Clínic de Barcelona i després a França. El 1965 va ser nomenat cap del Servei d'Hemoteràpia i Hemostàsia de l'Hospital Clínic.
En 1980 va accedir a la Càtedra universitària d'Hemoteràpia i Hemostàsia de la Universitat de Barcelona, de la que en fou nomenat catedràtic emèrit el 1991. El 1981-1983 va ser president de l'Associació Espanyola d'Hematologia i Hemoteràpia i posteriorment es dedicà la gerència de la Fundació Internacional Josep Carreras per a la lluita contra la leucèmia i, en concret, al Registre Espanyol de Donants de Medul·la Òssia (REDMO), de la que en fou director el 1993. Aquell mateix any va rebre la Medalla Narcís Monturiol al mèrit científic i la Medalla Josep Trueta. El 1998 fou nomenat membre numerai de la Reial Acadèmia de Medicina de Catalunya, juntament amb altres notables i importants reconeixements nacionals i internacionals.
El seu àmbit d'investigació s'ha mogut dins l'hemoteràpia, de l'Hemostasia i la trombosi. Se'l considera pioner i introductor de les proves creuades en la pràctica de la medicina transfusional i de les mesures de suport hemoteràpic i hemostàtic en el trasplantament de fetge. També va ser un important impulsor de la instauració del Programa d'Acreditació de Bancs de Sang (PABAS) el 1968. També ha fet importants aportacions a la caracterització de la malaltia de von Willebrand i al seu tractament, a la fisiopatologia de la síndrome hemorràgica de pacients amb insuficiència renal crònica i al control de la malaltia tromboembòlica, etc.